# Grupo Compostela de Universidades
O Grupo Compostela de Universidades é uma associação sem fins lucrativos que agrupa mais de sessenta universidades mundialmente, e tem como objetivo promover e realizar os projetos de colaboração interuniversitária.

## História
Em 1993, a Universidade de Santiago de Compostela contactou outras instituições de ensino superior localizadas nos Caminhos de Santiago, com o objetivo de estabelecer uma rede para facilitar a colaboração entre as universidades e preservar a herança histórica e cultural que surgiu durante a peregrinação à Compostela.
Após estes primeiros contactos, cinquenta e sete universidades europeias realizaram uma reunião em Santiago entre 2 e 4 de setembro de 1993 para estabelecer as principais diretrizes e determinar os seus objetivos, tendo estabelecido os três pontos básicos:
- Fortalecer os canais de comunicação entre as universidades sócias.
- Organizar eventos para o estudo e o debate de diferentes questões relacionadas com a Europa.
- Promover a mobilidade como a base para incrementar o conhecimento das diferentes línguas e culturas europeias.

Uma comissão formada pelos representantes das universidades de Valhadolide, Lieja, Nantes, Gotinga, Minho, Jaime I e Santiago de Compostela elaborou as Normas Estatutárias e a Regulamentação do Grupo Compostela de Universidades. Estes documentos foram aprovados na Assembleia Constituinte realizada na Universidade de Santiago entre 2 e 3 de setembro de 1994.

## Prémio Internacional Grupo Compostela-Junta da Galiza
Em 1996, o Grupo Compostela de Universidades e o Conselho da Cultura, Comunicação Social e Turismo do governo galego assinaram um acordo para a criação do Prémio Internacional Grupo Compostela-Junta da Galiza, que é atribuído a pessoas ou instituições destacadas pelo seu trabalho em prol da difusão de projetos ou ideias de alcance internacional, especialmente aquelas relacionadas com a promoção do ideal comum europeu, a educação e a preservação da herança cultural.
O júri do Prémio Compostela é chefiado pelo presidente da Junta da Galiza e formado por três personalidades que são escolhidas pela instituição; normalmente, o conselheiro da Cultura e Turismo, o conselheiro da Educação e Ordenação Universitária e o secretário-geral para as Universidades. Por parte do Grupo Compostela, o júri é representado pelo presidente da instituição e pelos reitores de três universidades do Grupo que são eleitos na Assembleia Geral antes da reunião do júri.

## Membros
| Países               | Universidades                                              |
| -------------------- | ---------------------------------------------------------- |
| Alemanha             | Universidade de Marburgo                                   |
| Alemanha             | Universidade de Ratisbona                                  |
| Bélgica              | Colégio Universitário Erasmo de Bruxelas                   |
| Bielorrússia         | Universidade Estatal Yanka Kupala de Hrodna                |
| Brasil               | Universidade Estadual Paulista                             |
| Bulgária             | Universidade de Tecnologia Química e Metalúrgica           |
| Eslováquia           | Universidade Pan-Europeia                                  |
| Espanha              | Universidade de Almeria                                    |
| Espanha              | Universidade de Burgos                                     |
| Espanha              | Universidade de Cádis                                      |
| Espanha              | Universidade da Cantábria                                  |
| Espanha              | Universidade da Corunha                                    |
| Espanha              | Universidade da Estremadura                                |
| Espanha              | Universidade Jaime I                                       |
| Espanha              | Universidade de Leão                                       |
| Espanha              | Universidade de Lérida                                     |
| Espanha              | Universidade de Málaga                                     |
| Espanha              | Universidade de Oviedo                                     |
| Espanha              | Universidade do País Basco                                 |
| Espanha              | Universidade das Palmas de Gran Canaria                    |
| Espanha              | Universidade Politécnica de Cartagena                      |
| Espanha              | Universidade Politécnica de Madrid                         |
| Espanha              | Universidade Rei João Carlos                               |
| Espanha              | Universidade de Salamanca                                  |
| Espanha              | Universidade de Santiago de Compostela                     |
| Espanha              | Universidade de Saragoça                                   |
| Espanha              | Universidade de Sevilha                                    |
| Espanha              | Universidade de Valência                                   |
| Espanha              | Universidade de Vigo                                       |
| Estados Unidos       | Universidade do Arizona                                    |
| Estados Unidos       | Universidade de Massachusetts Lowell                       |
| França               | Universidade de Nantes                                     |
| Geórgia              | Universidade Estatal de Ilia                               |
| Geórgia              | Universidade Grigol Robakidze                              |
| Hungria              | Universidade de Pécs                                       |
| Indonésia            | Universidade de Surabaia                                   |
| Itália               | Universidade de Perúgia                                    |
| Itália               | Universidade Kore de Ena                                   |
| Itália               | Universidade Telemática Internacional "UniNettuno"         |
| Lituânia             | Universidade Kazimieras Simonavičius                       |
| Malta                | Universidade de Malta                                      |
| México               | Centro de Ensino Técnico e Superior                        |
| México               | Instituto Tecnológico e de Estudos Superiores de Monterrei |
| México               | Universidade Anáhuac Xalapa                                |
| México               | Universidade de Guadalajara                                |
| México               | Universidade de Monterrei                                  |
| México               | Universidade La Salle                                      |
| Panamá               | Universidade Columbus                                      |
| Peru                 | Pontifícia Universidade Católica do Peru                   |
| Peru                 | Universidade de Lima                                       |
| Peru                 | Universidade de Piura                                      |
| Peru                 | Universidade Nacional Federico Villarreal                  |
| Peru                 | Universidade Nacional Maior de São Marcos                  |
| Peru                 | Universidade Peruana de Ciências Aplicadas                 |
| Polónia              | Universidade Adam Mickiewicz de Posnânia                   |
| Polónia              | Universidade de Łódź                                       |
| Portugal             | Universidade do Minho                                      |
| Portugal             | Universidade de Trás-os-Montes e Alto Douro                |
| Reino Unido          | Universidade de Roehampton                                 |
| Chéquia              | Universidade Masaryk                                       |
| República Dominicana | Instituto Tecnológico de São Domingos                      |
| Suécia               | Universidade de Karlstad                                   |
| Suíça                | Universidade de Friburgo                                   |